# Tailandia en los Juegos Olímpicos de Montreal 1976
Tailandia estuvo representada en los Juegos Olímpicos de Montreal 1976 por un total de 42 deportistas, 39 hombres y 3 mujeres, que compitieron en 11 deportes.

## Medallistas
El equipo olímpico tailandés obtuvo las siguientes medallas:
| Nombre          | Deporte | Competición |
| --------------- | ------- | ----------- |
| Oro             |         |             |
| —               |         |             |
| Plata           |         |             |
| —               |         |             |
| Bronce          |         |             |
| Payao Poontarat | Boxeo   | 48 kg M     |